# 潮阳林园
潮阳林园，位于广东省汕头市潮阳区平和东小学内。为清光绪年间汕头太古洋行买办林邦杰 Lim Pang Ket 所建的私家园林，是潮阳三园林之一，为原潮阳市第四批文物保护单位。

## 历史
中华人民共和国成立，该园曾作为潮阳妇产院、武装部等的办公地点，现为平和东小学校园的一部分。

## 布局
潮阳林园占地面积500平方左右，主要由圆亭、假山、鱼池和一座两层高的西式楼房组成。整座园林坐北朝南，四周有有高墙围绕起来。